# Nuncjatura Apostolska w Iranie
Nuncjatura Apostolska w Iranie – misja dyplomatyczna Stolicy Apostolskiej w Iranie. Siedziba nuncjusza apostolskiego mieści się w Teheranie. Obecnym nuncjuszem jest Polak, abp Andrzej Józwowicz. Pełni on swą funkcję od 28 czerwca 2021.

## Historia
W XIX wieku powstała Delegatura Apostolska w Persji. Po przemianach politycznych w tym kraju, w 1936 zmieniono nazwę na Delegatura Apostolska w Iranie. W 1953 została ona wyniesiona do rangi internuncjatury apostolskiej.
W 1966 papież Paweł VI podniósł Internuncjaturę Apostolską w Iranie do rangi nuncjatury apostolskiej.

## Szefowie misji dyplomatycznej Stolicy Apostolskiej w Persji i w Iranie

### Delegaci apostolscy
- abp Augustin-Pierre Cluzel CM (1874 - 1882) Francuz; także administrator apostolski diecezji isfahańskiej
- abp Jacques-Hector Thomas (1883 - 1890) Francuz; także administrator apostolski diecezji isfahańskiej
- abp Hilarion-Joseph Montéty (1891 - 1896) Francuz; także administrator apostolski diecezji isfahańskiej
- abp François Lesné (1896 - 1910) Francuz; także administrator apostolski diecezji isfahańskiej
- abp Jacques-Emile Sontag CM (1910 - 1918) Francuz; także arcybiskup isfahański
- abp Angelo Maria Dolci (1918 - 1921) Włoch; delegat apostolski w Konstantynopolu
- abp Adriano Smets (1921 - 1931) Holender
- abp Egidio Lari (1931 - 1936) Włoch
- abp Alcide Giuseppe Marina CM (1936 - 1945) Włoch
- abp Paolo Pappalardo (1948 - 1953) Włoch

### Internuncjusze apostolscy
- abp Raffaele Forni (1953 - 1955) Szwajcar
- abp Giuseppe Paupini (1956 - 1957) Włoch
- ks. Lino Zanini (1957 - 1959) Włoch
- abp Vittore Ugo Righi (1959 - 1964) Włoch
- abp Salvatore Asta (1964 - 1966) Włoch

### Pronuncjusze apostolscy
- abp Salvatore Asta (1966 - 1969) Włoch
- abp Paolino Limongi (1969 - 1971) Włoch
- abp Ernesto Gallina (1971 - 1976) Włoch
- abp Annibale Bugnini CM (1976 - 1982) Włoch
- abp Giovanni De Andrea (1983 - 1986) Włoch
- abp John Bulaitis (1987 - 1991) Brytyjczyk
- abp Romeo Panciroli MCCI (1992 - 1994) Włoch

### Nuncjusze apostolscy
- abp Romeo Panciroli MCCI (1994 - 1999) Włoch
- abp Angelo Mottola (1999 - 2007) Włoch
- abp Jean-Paul Gobel (2007 - 2013) Francuz
- abp Leo Boccardi (2013 - 2021) Włoch
- abp Andrzej Józwowicz (od 2021) Polak